# Santa Luzia (Tavira)
Santa Luzia é uma vila portuguesa, sede da Freguesia de Santa Luzia do Município de Tavira, freguesia com 4,46 km² de área e 1589 habitantes (censo de 2021), tendo, assim, uma densidade populacional de 356,3 hab./km².
A povoação de Santa Luzia foi elevada à categoria de vila em 1999.
Santa Luzia é considerada a capital do polvo. É em Santa Luzia que se pode apanhar o barco, passando a Ria Formosa, para a Praia do Barril ou Praia do Rio Estreito.

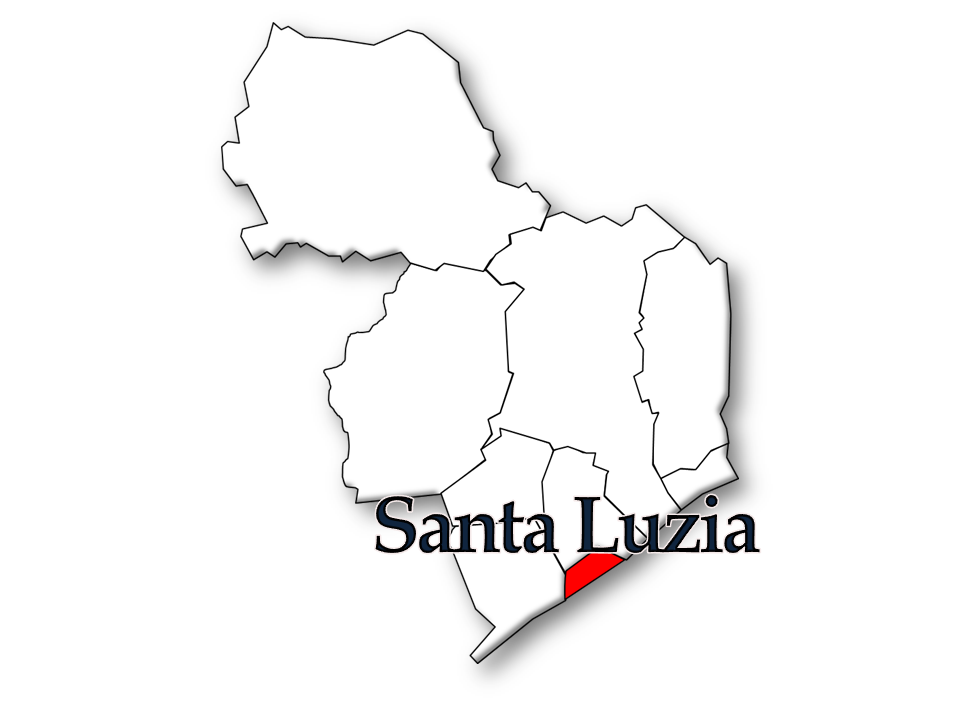
Localização da Freguesia de Santa Luzia no Município de Tavira

## História
A origem desta freguesia remonta a 1577, e o seu nome é uma invocação à santa do mesmo nome, siciliana, protetora dos doentes dos olhos. Santa Luzia foi elevada a vila em 13 de maio de 1999.
A freguesia foi criada pela Lei n.º 54/84  , de 31 de dezembro, com lugares desanexados da freguesia de Santiago.

## Demografia
A população registada nos censos foi:
| Ano  | 0-14 Anos | 15-24 Anos | 25-64 Anos | > 65 Anos |
| 2001 | 226       | 269        | 921        | 313       |
| 2011 | 184       | 123        | 824        | 326       |
| 2021 | 172       | 146        | 798        | 473       |

## Galeria

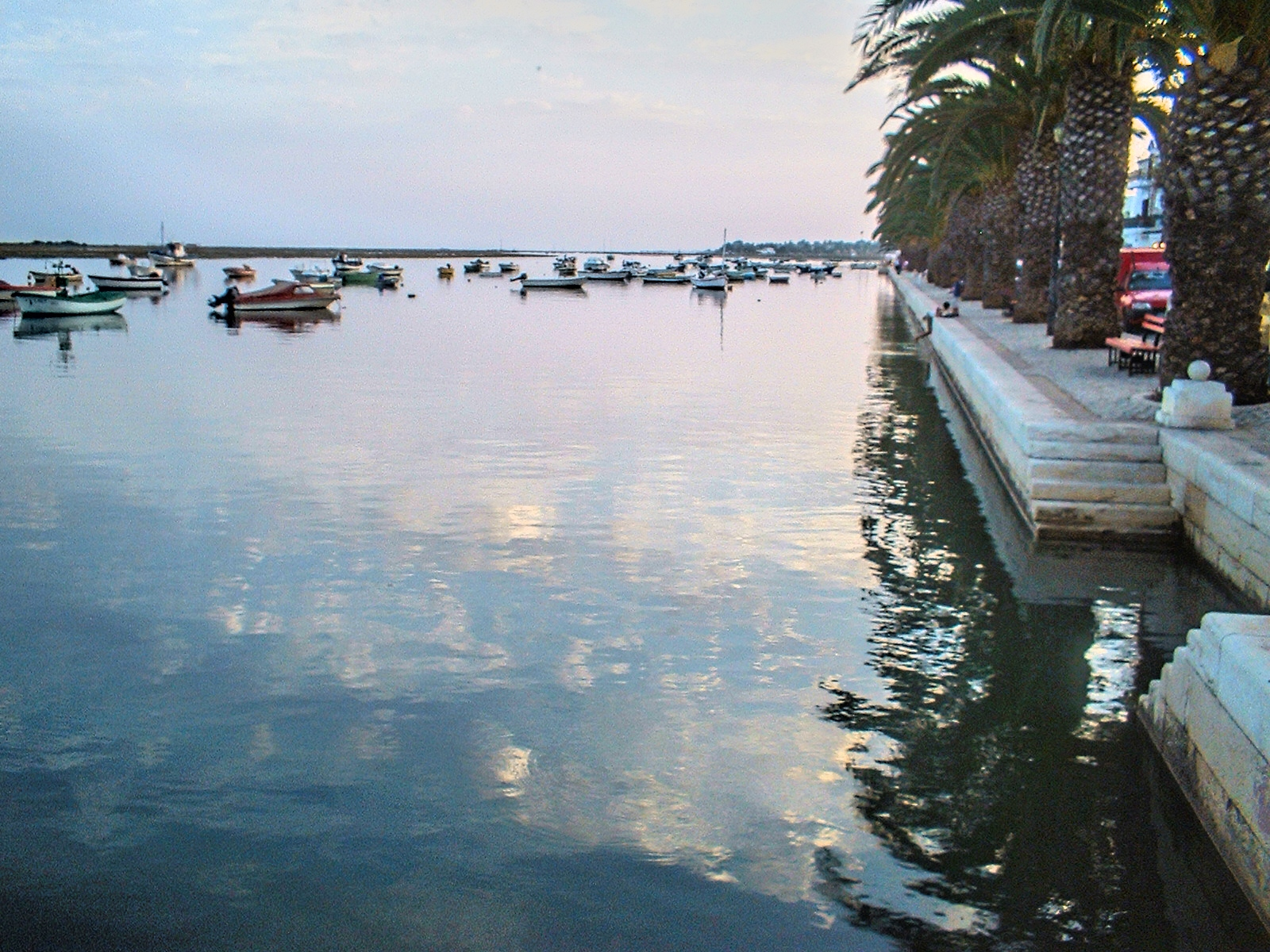
Marginal de Santa Luzia